# Warren Sprout
Warren Austin Sprout (Picture Rocks, Pennsilvània, 3 de febrer de 1874 - Westfield Nova Jersey, 23 d'agost de 1945) va ser un tirador estatunidenc que va competir a començaments del segle xx.
El 1912 va prendre part en els Jocs Olímpics d'Estocolm, on va disputar vuit proves del programa de tir. Guanyà la medalla d'or en la prova de rifle militar per equips i la de bronze en les proves de carrabina, 50 metres per equips i carrabina, 25 m per equips. En les altres cinc proves que disputà quedà en llocs endarrerits, sempre més enllà de la desena posició: 12è en carrabina, 50 m individual, 14è en rifle lliure, 600 metres, 17è en carrabina, 25 m individual, 32è en rifle lliure, 300 metres tres posicions i 37è en rifle militar, 3 posicions.